# Manfred Kittel

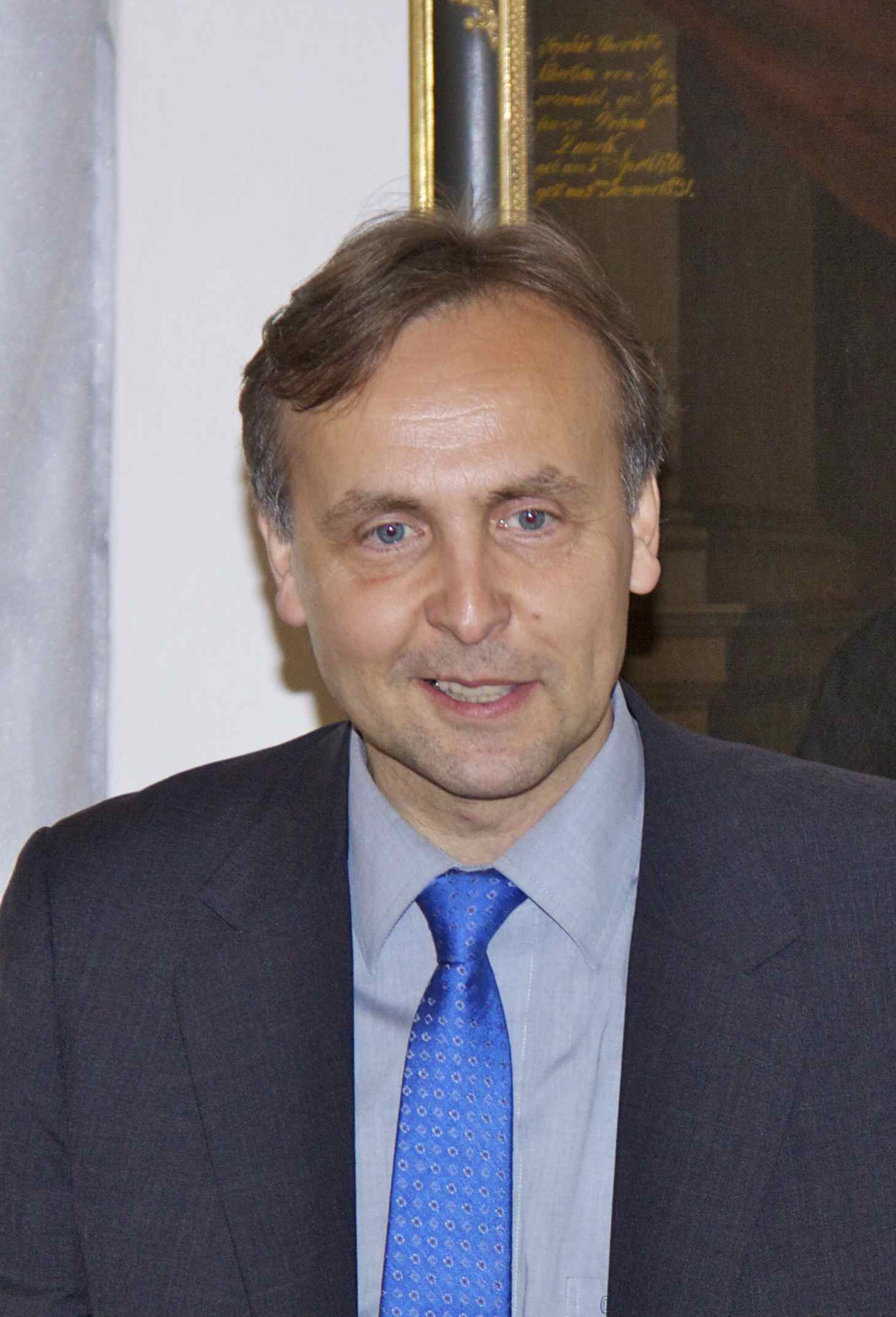
Manfred Kittel (2013)

Manfred Kittel (* 2. Februar 1962 in Großhaslach) ist ein deutscher Historiker und Professor an der Universität Regensburg. Er war Gründungsdirektor der Bundesstiftung Flucht, Vertreibung, Versöhnung in Berlin.

## Leben und wissenschaftliches Werk

### Studium, Promotion und Habilitation
Kittel studierte Geschichte, Politikwissenschaft und Romanistik. Danach war er u. a. als (Fernseh-)Journalist tätig. 1992 wurde er bei Horst Möller an der Universität Erlangen zum Dr. phil. promoviert und anschließend wissenschaftlicher Mitarbeiter am Institut für Zeitgeschichte (IfZ) in München. Von 1997 bis 2009 war er dort auch als Redakteur der Vierteljahrshefte für Zeitgeschichte tätig. Seit 1995 lehrt er an der Universität Regensburg, wo er sich 1999 habilitierte und 2005 zum außerplanmäßigen Professor für Neuere und Neueste Geschichte ernannt wurde.
Kittels Dissertation befasste sich mit der von Ralph Giordano zugespitzten These, die Deutschen hätten durch ihre Versäumnisse bei der NS-Vergangenheitsbewältigung nach 1945 eine zweite Schuld – nach der ersten während des „Dritten Reiches“ – auf sich geladen. Laut Kittel war die NS-Erblast dagegen von Anfang an ein zentrales Thema in der politischen Kultur der Bundesrepublik. Während Willi Jasper Kittel in der Zeit daraufhin entgegnete, Vergangenheitsbewältigung zur „christdemokratischen Chefsache“ zu machen, war in der Frankfurter Allgemeinen Zeitung und anderen Medien von einer „differenzierten, vielschichtigen“ Darstellung „ohne Beschönigung, aber auch ohne Schuldkomplex“ die Rede.
Kittels Habilitationsschrift widmete sich einer Fragestellung im Kontext der deutschen Sonderwegsdiskussion: „Weshalb hat das früh zur Republik gewordene Frankreich in der Staats- und Wirtschaftskrise der 1930er Jahre mehrheitlich für eine linksorientierte ‚Volksfront‘ votiert und den Weg demokratischer Krisenbewältigung beschritten, während die Deutschen  in der – erst spät, nach dem verlorenen Weltkrieg gegründeten – Weimarer Republik kaum noch das ersehnte Reich erkannten und massenhaft die nationalsozialistische Revolution gegen die Demokratie unterstützten?“ Auf der Suche nach Antworten auf diese Frage führte der Verfasser, wie Heinrich August Winkler kommentierte, mittels einer Fallstudie zu Westmittelfranken und der Corrèze einen „rundum überzeugenden Beweis für den Nutzen international vergleichender Regionalstudien“. Kittel veröffentlichte eine Reihe weiterer Monographien, die thematisch vom „evangelischen Bayern“ in der Weimarer Republik über einen deutsch-japanischen Vergleich der Vergangenheitsbewältigung nach 1945 und ein Buch über den „Marsch durch die Institutionen“ in Frankfurt am Main nach 1968 bis zu Studien über die Vertriebenenintegration in der Bundesrepublik reichen.

### Politisches Engagement
Vor Beginn seiner wissenschaftlichen Laufbahn hatte sich Kittel auch politisch betätigt. 1984 wurde er als jüngster Kandidat in den Gemeinderat seines mittelfränkischen Heimatortes Neuendettelsau gewählt. Vorher war er durch sein Engagement für ökologische Themen und mehr Bürgerbeteiligung bekannt geworden. Darüber hinaus widmete er sich der Deutschland- und Ostpolitik. Einen Arbeitskreis zu diesen Themen leitete er zuletzt auch in der Jungen Union Bayern, deren stellvertretender Landesvorsitzender er Anfang der 1990er Jahre war. Im Mittelpunkt seiner Aktivitäten stand dabei der Einsatz für die Menschenrechte in der DDR, aber auch in anderen Ostblockstaaten wie etwa – nach der Verhängung des Kriegszustandes Ende 1981 – in Polen, sowie das Festhalten am Wiedervereinigungsgebot des Grundgesetzes. Der von Kittel geleitete Arbeitskreis zählte einige Wochen vor dem Fall der Berliner Mauer im Herbst 1989 zu den ersten gesellschaftlichen Stimmen, die an die Bundesregierung appellierten, „sich offen zur friedlichen Überwindung des Status quo (zu) bekennen“ und einen Planungsstab für die Wiedervereinigung einzusetzen.

### Direktor der Stiftung Flucht, Vertreibung, Versöhnung
Im Juli 2009 wurde Kittel vom Stiftungsrat der Stiftung Flucht, Vertreibung, Versöhnung zum Direktor der im Vorjahr nach langen Diskussionen im Bundestag beschlossenen Einrichtung berufen. In Kittels Amtszeit wurde die Stiftung personell und organisatorisch aufgebaut und unter seiner Leitung eine Konzeption für die künftige Dauerausstellung der Stiftung im Berliner Deutschlandhaus erarbeitet. Diese wurde 2012 verabschiedet.
Im Dezember 2014 ersuchte Kittel um eine andere Verwendung am Deutschen Historischen Museum, der Mutterstiftung der Stiftung Flucht, Vertreibung, Versöhnung, und nahm dort Forschungen zum Thema „Die deutschen Ostvertriebenen und die Politik des Lastenausgleichs in der Bundesrepublik“ auf. Vorausgegangen war eine Auseinandersetzung um die aus Griechenland übernommene Wechselausstellung „Twice a stranger“ zu den Vertreibungen im 20. Jahrhundert. Dabei warfen Mitglieder des Beraterkreises dem Direktor vor, den Beirat durch mangelnde Einbindung brüskiert zu haben. Kittel betonte demgegenüber, mit der Präsentation des im Ausland bereits mehrfach erfolgreich gelaufenen Projekts gerade auch wiederholten Anregungen aus dem Beirat gefolgt zu sein. Zum Hintergrund des Vorgangs gehörte laut FAZ, dass Kittel einem Teil des Beirats nicht zuletzt wegen seines Buches Vertreibung der Vertriebenen? (2007) als zu vertriebenenfreundlich galt; er arbeite offensichtlich darauf hin, so die Kritiker, dass Flucht und Vertreibung der Deutschen nicht nur „einen“, sondern „den“ Schwerpunkt der geplanten Dauerausstellung im Deutschlandhaus bilden sollten.

## Auszeichnungen
Im Juni 2015 wurde Kittel in Würdigung seiner Verdienste um die wissenschaftliche Aufarbeitung der Vertreibungen in Europa mit dem Menschenrechtspreis der Sudetendeutschen Landsmannschaft ausgezeichnet.

## Mitgliedschaften und Herausgebertätigkeit
Kittel ist unter anderem:
- Mitherausgeber des Europäischen Journals für Minderheitenfragen (EJM)[18]
- Vorsitzender des Beirats am Haus des Deutschen Ostens in München[19]
- Mitglied der Preußischen Historischen Kommission (PHK)[20]
- Mitglied des Beirats für ein Museum im Sudetendeutschen Haus und im Trägerverein des Internationalen Instituts für Nationalitätenrecht und Regionalismus.

## Schriften (Auswahl)

### Monographien
- Die Legende von der „zweiten Schuld“. Vergangenheitsbewältigung in der Ära Adenauer, Ullstein, Berlin / Frankfurt am Main 1993, ISBN 3-550-07188-4 (Zugleich: Dissertation, Universität Erlangen-Nürnberg unter dem Titel: Vergangenheitsbewältigung in der Ära Adenauer).
- Provinz zwischen Reich und Republik. Politische Mentalitäten in Deutschland und Frankreich 1918–1933/36. Oldenbourg, München 2000, ISBN 3-486-56501-X (Zugleich: Habilitationsschrift, Universität Regensburg, 1999).
- „Weimar“ im evangelischen Bayern. Politische Mentalität und Parteiwesen 1918–1933 (= Bayerische Landeszentrale für politische Bildungsarbeit, A 109), München 2001.
- Nach Nürnberg und Tokio. „Vergangenheitsbewältigung“ in Japan und Westdeutschland 1945 bis 1968. Oldenbourg, München 2004, ISBN 3-486-57573-2 (2014 in chinesischer Übersetzung in Shanghai erschienen).
- Vertreibung der Vertriebenen? Der historische deutsche Osten in der Erinnerungskultur der Bundesrepublik (1961–1982). Oldenbourg, München 2007, ISBN 978-3-486-58087-7.
- Bayerns „fünfter Stamm“. Schlesier, Ostpreußen und viele andere Vertriebenengruppen im integrationspolitischen Vergleich mit den Sudetendeutschen, München 2010, ISBN 978-3-927977-26-6.
- Marsch durch die Institutionen? Politik und Kultur in Frankfurt am Main nach 1968. Oldenbourg, München 2011, ISBN 978-3-486-70402-0.
- Die zwei Gesichter der Zerstörung. Raphael Lemkins UN-Genozidkonvention und die Vertreibung der Deutschen (= Forschungen zur Geschichte ethnischer Vertreibung (FGV). Band 1), Duncker & Humblot, Berlin 2023, ISBN 978-3-428-18905-2.

### Herausgeberschaften
- mit Horst Möller: Demokratie in Deutschland und Frankreich 1918–1933/40. Beiträge zu einem historischen Vergleich, München 2001.
- mit Jörg-Dieter Gauger: Die Vertreibung der Deutschen aus dem Osten in der Erinnerungskultur, Sankt Augustin 2005.
- mit Horst Möller, Jiřjí Pešek und Oldrich Tůma: Deutschsprachige Minderheiten 1945. Ein europäischer Vergleich, München 2006, ISBN 3-486-58002-7; tschechische Ausgabe unter dem Titel: Německé menšiny v právnich normách 1938–1948. Československo ve srovnáni s vbybranými evropskými zeměmy, Brünn/Prag 2006.
- mit Horst Möller, Jiřjí Pešek und Oldrich Tůma: Deutschsprachige Minderheiten in Europa 1945. Bilanzen eines deutsch-tschechischen Projektes, München 2007.